# Arnaud Bingo
Arnaud Bingo (Lyon, 12 de outubro de 1987) é um jogador de andebol francês que joga atualmente pelo Sporting Clube de Portugal.